# William Langland

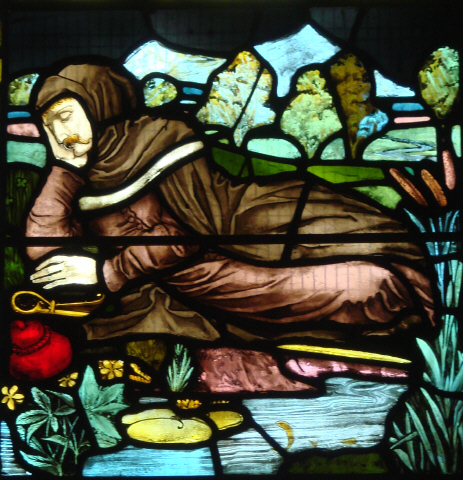
William Langland

William Langland (Ledbury, 1332 - 1400) fue un poeta y escritor inglés, supuesto autor de la primera obra conocida de Piers Plowman, cuya traducción al español fue Pedro el Labrador.
Nacido hacia el año 1332 en Ledbury, cerca de los pantanos galeses, y muerto en 1400, parece que fue investido con las órdenes menores, aunque nunca llegó a ser sacerdote.
Pedro el Labrador es un poema alegórico-satírico escrito en versos aliterativos sin rima. El poema da cuenta de tres visiones que tiene el protagonista cuando se duerme y cae presa de un profundo sueño cerca de las colinas de Malvern, en Worcestershire. El texto critica a los eclesiásticos de su tiempo.